# Alfred Hettner
Alfred Hettner, né le 6 août 1859 à Dresde et mort le 31 août 1941 à Heidelberg, est un géographe allemand.

## Biographie
Alfred Hettner est de 1899 à 1928 le premier titulaire de la chaire de géographie de l'université de Heidelberg.
Il dirige la thèse que Martha Krug, première femme docteure en géographie au monde, soutient en 1901.

## Ouvrages
- Die Geographie, ihre Geschichte, ihr Wesen und ihre Methoden, Breslau 1927